# 江副孫右衛門
江副 孫右衛門（えぞえ まごえもん、1885年（明治18年）2月6日 - 1964年（昭和39年）8月24日）は、明治期の実業家。日本特殊陶業初代社長、日本碍子社長、東洋陶器（現 TOTO）社長･会長を務めた。有田町初代町長。

## 人物
佐賀県有田町上幸平の陶磁器製造業の父八蔵の長男として生まれる。祖先は佐賀藩の有田皿山代官所の役人だったと言われ、廃藩により明治時代は祖父・父ともに窯焼きを家業としていた。白川尋常高等小学校(現・有田小学校)、佐賀県立有田工業高等学校製陶科を経て、1909年に東京高等工業学校（現 東京科学大学）窯業科を卒業し、継ぐ予定だった家業が破綻したため、日本陶器に入社。
対立した飛鳥井孝太郎技師長が1910年に追放されたことで、白色硬質磁器研究体制の中心となる。1912年渡欧し、ドイツなどで陶業視察。
1919年に設立された日本碍子の工務部長に就く。1936年に日本碍子から分離独立した日本特殊陶業の社長となり、1939年に日本碍子社長に就任。1944年にすべての役職を辞任した。
1947年に有田町町長に当選し、就任。しかし1949年に労働争議で揺らぐ東洋陶器の再建を図るべく社長となった際に「兼職は出来ない」として2年8ヶ月で町長を辞職した。
1954年日本化学の化学技術賞受賞、1956年窯業協会会長就任、1958年全国日本学士会のアカデミア賞（功労賞）を受け、日本学士会の名誉会員となる。
1963年に東洋陶器会長。1964年に79歳で死去。大正時代に建てられた生家は、有田町の施設として保存・活用されている。

## 親族
東洋陶器社長を務めた江副茂は甥。